# Schronisko Wilczy Skok
Schronisko Wilczy Skok, Jaskinia Wilczy Skok – schronisko w Wielkiej Skale w Wąwozie Podskalańskim na Wyżynie Olkuskiej będącej częścią Wyżyny Krakowsko-Częstochowskiej. Znajduje się w północno-wschodniej części wsi Tomaszowice w województwie małopolskim, w powiecie krakowskim, w gminie Wielka Wieś.

## Opis obiektu
Znajduje się u podstawy zachodniej ściany Wielkiej Skały. Ma postać szerokiej nyży od której w głąb skały odchodzą wąskie szczeliny. W południowej części są pozostałości komina. Skała w dużym stopniu uległa krasowym przemianom. Jest w niej wiele kanałów i otworów.
Schronisko powstało w skalistych wapieniach jury późnej w wyniku przepływu przez nie potoku Wędonka. Świadczą o tym występujące na jego ścianach rozmycia spowodowane zawirowaniami przepływającej wody. Brak nacieków, a namulisko składa się z kamieni zmieszanych z próchnicą i cienką warstwą gleby. Nie występują w nim rośliny, nie obserwowano też zwierząt.

## Historia badań i dokumentacji
Schronisko znane jest od dawna i często jest odwiedzane. Było przebadane przez Gotfryda Ossowskiego w 1879 roku, który opisywał go jako Jaskinia Wilczy Skok. Wyniki badań trzykrotnie publikował (w latach 1880, 1881 i 1882). W sprawozdaniach z badań napisał, że namulisko było próchniczno-gruzowe z widocznymi warstwami naniesionych przez wodę iłów i wypełniało całe wnętrze schroniska, aż pod strop. Było też w nim kilka warstw spaleniskowych, świadczących o okresowym zamieszkiwaniu go przez ludzi. W namulisku znalazł kości zwierząt i ułamki muszli skójek malarskich(Unio pictorum). Szczególnie cennym znaleziskiem była kompletna czarka oraz narzędzia krzemienne. Znaleziska te świadczą o zamieszkiwaniu schroniska przez ludzi w okresie neolitu. Znajdują się w Muzeum Archeologicznym w Krakowie. Kazimierz Kowalski, który schronisko ponownie badał w 1951 roku napisał, że przed schroniskiem był wał ziemny składający się z wybranego i przebadanego przez Ossowskiego namuliska, a pozostałe w schronisku namulisko jest próchniczno-kamieniste i zawiera kości współczesnych zwierząt. Obecnie namulisko jest już całkowicie wyczerpane.
Schronisko opisał Kazimierz Kowalski w 1951 roku. Sporządził też jego plan. Później było wielokrotnie wymieniane w pracach naukowych. W 2015 r. zmierzył schronisko A. Polonius i sporządził jego nowy plan.

## Jaskinie i schroniska w Wąwozie Podskalańskim
- Jaskinia Borsucza,
- Lisia Jama,
- Okap z Rurą,
- Schronisko Drugie,
- Schronisko pod Kamieniami w Szczelinie,
- Schronisko Wilczy Skok[5].

Tuż obok Wielkiej Skały i Schroniska Wilczy Skok biegnie czarno znakowany szlak rowerowy.

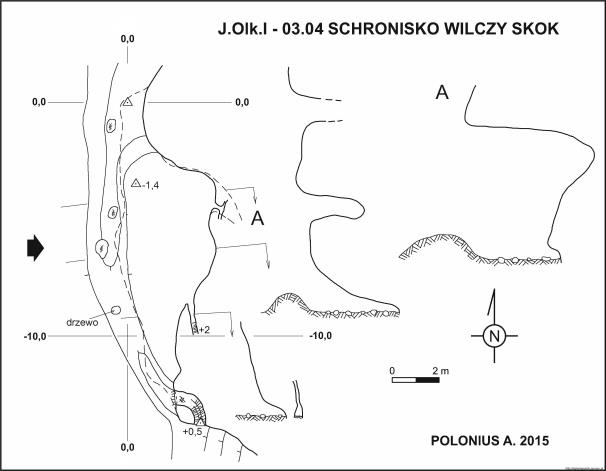
Plan